# Vitamin B12
Thuật ngữ vitamin B12 (viết tắt B12) có hai cách dùng:
- Ở nghĩa rộng, nó chỉ nhóm cobalamin, là những hợp chất chứa Co, gồm những chất như cyanocobalamin (hình thành khi sử dụng xyanua trong quá trình tinh chế), hyđrôxocobalamin và 2 thể coenzym của B12, mêtylcobalamin (MeB12) và 5-deôxyadenosylcobalamin (adenosylcobalamin - AdoB12).
- Theo nghĩa chuyên biệt hơn, B12 được dùng để chỉ cyanocobalamin. Đây là dạng B12 được dùng trong thực phẩm và chế phẩm bổ sung dinh dưỡng.

- Pseudo-B12 (B12 giả) là những chất giống B12 được tìm thấy ở một số sinh vật như Spirulina spp. (tảo lam, cyanobacteria). Tuy nhiên, các chất này không có hoạt tính sinh học của B12 đối với cơ thể người.
- Vitamin B12 có cấu tạo rất phức tạp, công thức phân tử C63H90O14N14PCo, phân tử lượng 1490; nhiệt độ nóng chảy khoảng 300oC
- Vitamin B12 có dạng tinh thể màu đỏ, không mùi vị, bền trong tối, bền ở nhiệt độ thường, bền ở pH acid; dễ phân hủy ngoài ánh sáng.
- Cyanocobalamin được tách ra từ Lactobacillus lactics. Do có độ bền cao và sẵn có nên đây là dạng vitamin thường được sử dụng nhất. Cyanocobalamin còn xuất hiện trong tự nhiên dưới dạng adenosylcobalamin và methylcobalamin (gốc 5' - deoxyadenosyl và gốc methyl thay thế gốc cyanide).
- Adenosylcobalamin (coenzyme B12) tham gia vào phản ứng sắp xếp lại nguyên tử H, gốc alkyl và gốc acyl giữa hai nguyên tử carbon kề nhau. Phản ứng này đóng vai trò quan trọng trong trao đổi chất ở nhiều loại vi khuẩn.
- Ở động vật, vitamin B12 tham gia vào phản ứng chuyển methylmalonyl-CoA thành sucinyl-CoA. Thiếu vitamin B12 dẫn đến việc thải acid methylmalonic ra nước tiểu. Vitamin B12 còn tham gia tạo các acid deoxyribonucleic.
- Methylcobalamin được tạo thành trong quá trình methyl hóa homocystein thành methionine. Enzyme liên quan đến phản ứng này là methyl transferase phụ thuộc cobalamin.
- Sự hấp thụ Cyanocobalamin được thực hiện nhờ một "yếu tố nội tại" là glycoprotein do tế bào viền tuyến đáy vị tiết ra. Sự thiếu hụt vitamin B12 trong cơ thể chủ yếu do nguyên nhân rối loạn hấp thu (do tạo thành "yếu tố nội tại" không phù hợp) hay do bệnh thiếu máu.
- Vitamin B12 (sử dụng độc lập hay kết hợp cùng kháng sinh) có khả năng thúc đẩy tăng trưởng ở gà con, heo sữa, lợn thiến do nó ảnh hưởng đến quá trình chuyển hóa vitamin và protein. Vì thế, Vitamin B12 được sử dụng rộng rãi trong chăn nuôi. Hiệu quả sử dụng đặc biệt cao đối với động vật còn non. Vitamin B12 cũng được dùng để tăng sản lượng ở trứng gà đẻ.
- Nhu cầu vitamin B12 hàng ngày ở người lớn khoảng 3 {\displaystyle \div } 4 {\displaystyle \mu }g. Nồng độ bình thường trong huyết tương khoảng 450 pg/ml.
- Gan, thận, lách, tuyến ức và các mô cơ là những cơ quan chứa nhiều vitamin B12. Ăn nhiều nội tạng động vật là phương pháp tốt để giảm nhẹ các biểu hiện thiếu vitamin B12 ở người.
- Độ bền của vitamin B12 phụ thuộc vào yếu tố. Vitamin này tương đối bền ở pH 4 {\displaystyle \div } 6, thậm chí ở nhiệt độ cao. Trong môi trường kiềm hay khi có mặt các chất khử như acid ascorbic hay SO2, vitamin B12 bị phân hủy nhanh. Khi có sự hiện diện của vitamin C, vitamin B12 trở nên ít bền vững với nhiệt độ hơn và có thể bị phá hủy lượng đáng kể. Trong chế biến, vitamin B12 khá bền vững với nhiệt độ, trừ khi trong môi trường kiềm hoặc nhiệt độ quá 100oC.